# كيث فاهي
كيث فاهي (بالإنجليزية: Keith Fahey)‏ (مواليد 15 يناير 1983 في دبلن - جمهورية أيرلندا) لاعب كرة قدم أيرلندي يلعب حاليا لصالح نادي الدرجة الممتازة برمنغهام سيتي الإنجليزي منذ 2009 في مركز الوسط المحوري .

## روابط خارجية
- كيث فاهي على موقع الاتحاد الدولي (مؤرشف)  (الإنجليزية)
- كيث فاهي على موقع الاتحاد الأوربي (الإنجليزية)
- كيث فاهي على موقع إي إس بي إن إف سي (الإنجليزية)
- كيث فاهي على موقع قاعدة بيانات كرة القدم.إي يو (الإنجليزية)
- كيث فاهي على موقع ناشيونال فوتبول تيمز (الإنجليزية)
- كيث فاهي على موقع Soccerbase.com (لاعب) (الإنجليزية)
- كيث فاهي على موقع Soccerway.com (الإنجليزية)
- كيث فاهي على موقع عالم كرة القدم.نت (الإنجليزية)
- كيث فاهي على موقع كووورة